# Chlorosoma viridissimum
Chlorosoma viridissimum är en ormart som beskrevs av Carl von Linné 1758. Chlorosoma viridissimum ingår i släktet Chlorosoma och familjen snokar. Inga underarter finns listade i Catalogue of Life.
Denna orm förekommer i Sydamerika öster om Anderna från Venezuela till norra Argentina. Honor lägger ägg.